# المركز العربي لتأليف وترجمة العلوم الصحية
المركز العربي لتأليف وترجمة العلوم الصحية (اختصارًا أكملز) هو مركزٌ أسسه مجلس وزراء الصحة العرب عام 1980.

## أهدافه
تتركز أهداف المركز العربي للوثائق والمطبوعات الصحية في تعريب التعليم الطبي في الجامعات العربية في السنوات القليلة القادمة وكذلك في حصر وتخزين الوثائق والمعلومات الطبية في قاعدة معلومات شاملة يسهل استرجاعها عند الحاجة إليها، فمهامه هي:
- توفير الوسائل العلمية والعملية لتعليم الطب في الوطن العربي باللغة العربية.
- تبادل الثقافة والمعلومات في الحضارة العربية وغيرها من الحضارات في المجالات الصحية والطبية.
- دعم وتشجيع حركة التأليف والترجمة باللغة العربية في مجالات العلوم الصحية.
- تصميم وإنشاء الشبكة العربية للمعلومات الطبية «أمين» وتوفير بياناتها عبر شبكة الأنترنت.
- إصدار الدوريات والمطبوعات والأدوات الأساسية لبنية المعلومات الطبية العربية في الوطن العربي.
- تجميع الإنتاج الفكري الطبي العربي وحصره وتنظيمه وإنشاء قاعدة معلومات متطورة لهذا الإنتاج.
- تدريب العاملين في مجال التوثيق ونظم المعلومات الطبية في الوطن العربي.